# مغناطیس گرانشی

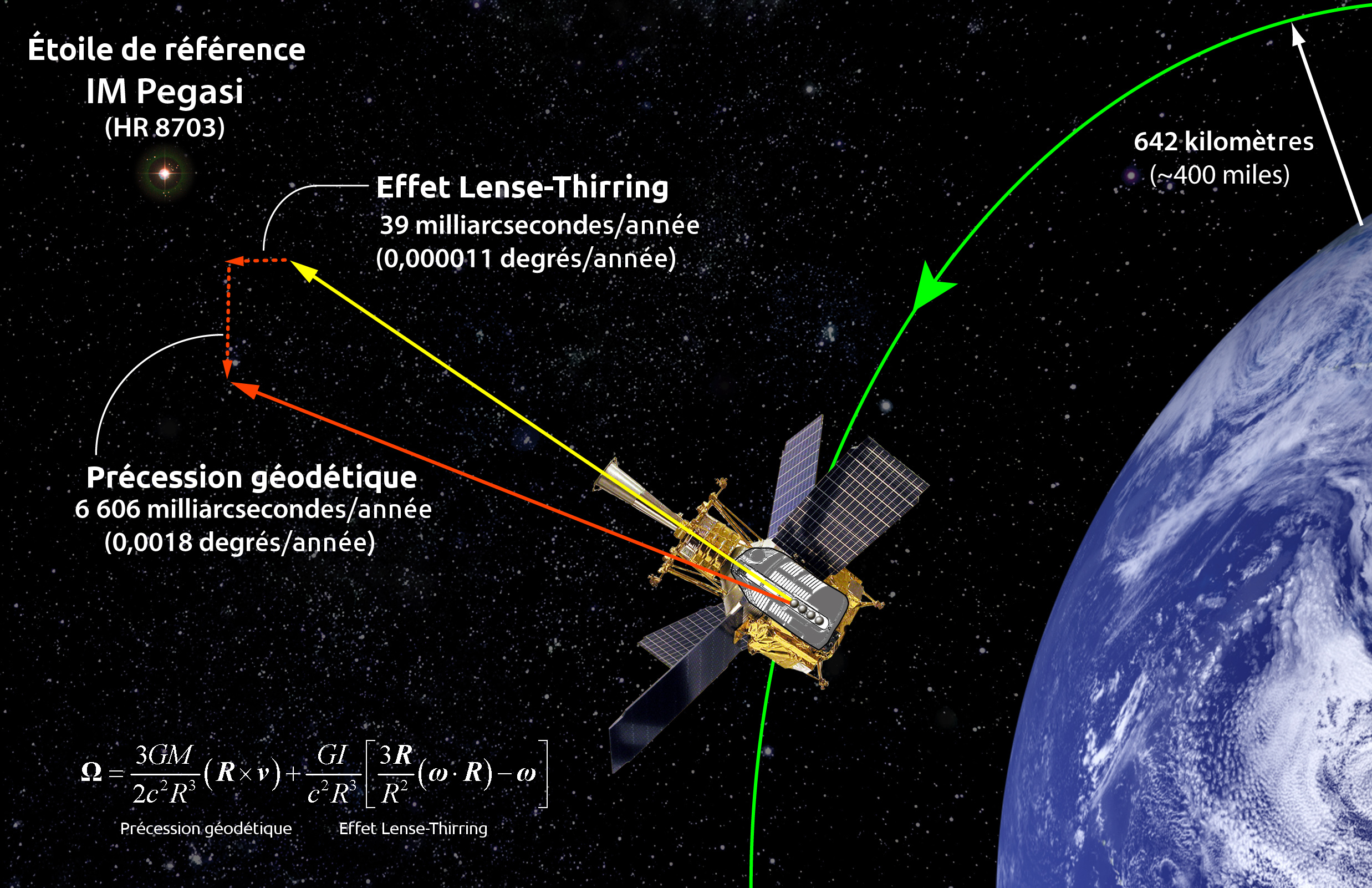
مغناطیس گرانشی

مغناطیس گرانشی (به انگلیسی: Gravitoelectromagnetism GEM) اشاره به مجموعه‌ای از تمثیل‌های رسمی بین معادلات برای الکترومغناطیس و نسبیت عام گرانش است؛ به‌طور خاص: بین معادلات میدان ماکسول و یک تقریب، که تحت شرایط خاصی، برای معادلات میدان اینشتین یا نسبیت عام معتبر است. مغناطیس گرانشی (جی ای ام) اصطلاحی است که به صورت گسترده‌ای ویژهٔ اشاره به مفاهیم جنبشی گرانش، در بررسی اثرهای مغناطیسی بار الکتریکی در حال حرکت است. رایج‌ترین جی‌ای‌ام تنها به دور از منابع مجزا (منزوی)، و برای ذره آزمون‌های «به‌آرامی درحال حرکت» معتبر است.